# Linč
Linč ili linčovanje (iz engleskog lynching) označava samovoljno protuzakonito izvršavanje ubojstva nad stvarnim ili navodnim prekršiteljem zakona ili nepoželjne osobe bez prethodnog suđenja ili sudskog postupka.

## Podrijetlo naziva
Podrijetlo naziva lynching nije razjašnjeno. Ovisno o izvoru, postoje sljedeća objašnjenja:
- Charles Lynch, časnik i sudac u Američkim ratu za neovisnost, koji je navodno kažnjavao bez sudskog postupka.
- John Lynch, koji je krajem kraja 16. stoljeća djelovao u Sjevernoj Karolini apsolutnom sudskom i izvršnom vlašću.
- William Lynch (1742. – 1820.) iz Virginije organizirao je skupine za uhićenje kažnjavanje zloglasnih banda pljačkaša.
- James Lynch, gradonačelnik irskog grada Galway, koji se pojavio 1493. u slučaju ubojstva protiv svog sina kao tužitelj i sudac, a nakon njegove osude kao krvnik.

## Linč kao instrument zastrašivanja
Poslije američkog građanskog rata linč sve više postaje sredstvo terora protiv crnaca, često počinjen od strane članova Ku Klux Klana.